# Вильягран (муниципалитет Тамаулипаса)
Вильягра́н (исп. Villagrán) — муниципалитет в Мексике, штат Тамаулипас с административным центром в одноимённом посёлке. Численность населения, по данным переписи 2010 года, составила 6316 человек.

## Общие сведения
Название Villagrán дано в честь национального героя и партизана Хулиана Вильяграна.
Площадь муниципалитета равна 1288 км², что составляет 1,61 % от общей площади штата, а наивысшая точка — 652 метра, расположена в поселении Лос-Буэнтельо.
Вильягран граничит с другими муниципалитетами штата Тамаулипас: на востоке с Сан-Карлосом, на юге с Идальго, и на северо-западе с Майнеро, а на севере и западе с другим штатом Мексики — Нуэво-Леоном.

## Учреждение и состав
Муниципалитет был образован в 1827 году, в его состав входит 134 населённых пункта, самые крупные из которых:
| Код INEGI | Населённый пункт                                                                       | Численность населения (2005 год) | Численность населения (2010 год) |
| --------- | -------------------------------------------------------------------------------------- | -------------------------------- | -------------------------------- |
| 042       | Всего                                                                                  | 6457                             | 6316                             |
| 0001      | Вильягран (исп. Villagrán) 24°28′25″ с. ш. 99°29′25″ з. д.                             | 1265                             | 1343                             |
| 0041      | Лусио-Бланко (исп. General Lucio Blanco) 24°43′59″ с. ш. 99°24′07″ з. д.               | 549                              | 566                              |
| 0040      | Гарса-Вальдес (исп. Garza Valdez) 24°31′06″ с. ш. 99°23′13″ з. д.                      | 586                              | 530                              |
| 0044      | Гуадалупе-де-Сан-Ласаро (исп. Guadalupe de San Lázaro) 24°35′56″ с. ш. 99°13′31″ з. д. | 362                              | 328                              |
| 0065      | Марте-Гомес (исп. Marte R. Gómez (Patol)) 24°28′23″ с. ш. 99°16′09″ з. д.              | 226                              | 255                              |
| 0121      | Сан-Ласаро (исп. San Lázaro) 24°34′26″ с. ш. 99°12′29″ з. д.                           | 248                              | 242                              |
| 0045      | Гуадалупе-Виктория (исп. Guadalupe Victoria) 24°31′47″ с. ш. 99°26′12″ з. д.           | 247                              | 226                              |

## Экономика
По статистическим данным 2000 года, работоспособное население занято по секторам экономики в следующих пропорциях: сельское хозяйство, скотоводство и рыбная ловля — 63,1 %, промышленность и строительство — 14,3 %, сфера обслуживания и туризма — 20,7 %, прочее — 1,9 %.

## Инфраструктура
По статистическим данным 2010 года, инфраструктура развита следующим образом:
- электрификация: 96,9 %;
- водоснабжение: 96,6 %;
- водоотведение: 93,5 %.

## Фотографии

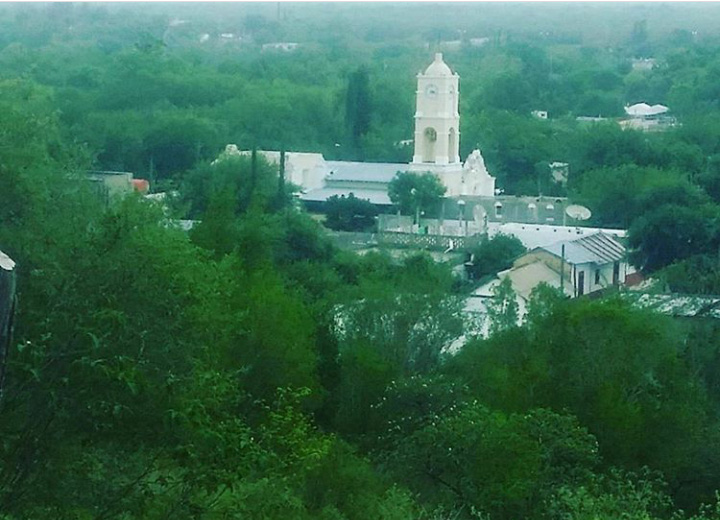
Вид на Вильягран
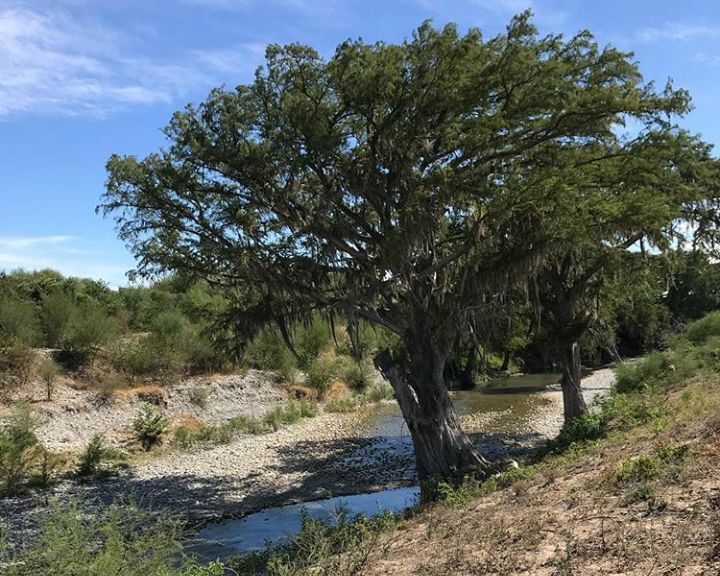
Река в муниципалитете